# Падение империи
«Падение империи» (англ. Civil War — «Гражданская война»; другие названия — «Восстание Штатов») — художественный фильм режиссёра Алекса Гарленда. Главную роль исполнила Кирстен Данст. Мировая премьера фильма состоялась 14 марта 2024 года на фестивале South by Southwest, а кинотеатральный прокат начался 10 апреля.

## Сюжет
Действие фильма разворачивается в недалёком будущем. Авторитарный президент США на третьем сроке допустил несколько недемократических шагов, распустил ФБР, приказал применить военную силу против неповинующихся гражданских, объявил о третьем президентском сроке и преследовал представителей прессы. В стране начинается гражданская война, и территория США оказывается разделена на враждующие части. Президент утверждает, что победа близка, однако силы Запада (Калифорнии и Техаса) идут на Вашингтон и предположительно скоро столица окажется в их руках.
Во время взрыва смертницы в Нью-Йорке фоторепортер Ли Смит спасает девушку Джесси, для которой Ли кумир. Она тоже хочет стать военной журналисткой. Четверо представителей прессы: Ли, Джоел (Reuters), Сэмми (NY Times) и Джесси решают добраться объездными дорогами до Вашингтона, рассказать миру о мотивах Президента, взять у него последнее интервью. Сэмми сначала пытается отговорить Ли от смертельно опасного предприятия, но, в итоге, сам присоединяется к путешествию.
Группа на автомобиле проезжает через северо-восток страны. Они попадают на автозаправку, на которой хозяин устроил самосуд над мародёрами. Через лагерь беженцев, где проводят ночь. Мирный городок, жители которого стараются не замечать войны. Местность, на которой происходит снайперская дуэль. К четвёрке присоединяется двое журналистов из Гонконга. После компания попадает на территорию ультранационалистов, готовящихся сбросить в братскую могилу трупы после массовой казни гражданских. Боевик допрашивает журналистов, определяя «правильные или неправильные» они американцы. Он тотчас пристреливает гонконгцев, узнав что они «не американцы». Сэмми, оставшийся в машине, едет на помощь друзьям, сбивает двоих боевиков. Журналисты успевают заскочить в машину, но третий боевик стреляет им вслед: Сэмми смертельно ранен.
Ли, Джоел и Джесси добираются до военного лагеря сил Запада в Шарлотсвилле. Военные при поддержке танков и авиации идут на штурм центра Вашингтона и врываются на территорию Белого дома, защитники успели обнести её стеной. Ли в ужасе от происходящего и почти не делает снимков, в отличие от Джесси, которая к концу фильма постепенно теряет чувствительность, гоняясь за каждой новой перестрелкой. Кортеж машин вырывается наружу, но у ворот его останавливают военные, расстреливая машины в упор. Ли догадывается, что это отвлекающий манёвр, трое журналистов спешат в Белый дом, за ними увязываются военные, они зачищают комнату за комнатой. В ходе перестрелки военных с агентами Секретной службы Ли прикрывает своим телом Джесси и получает пулю в спину. Солдаты Запада врываются в Овальный кабинет и вытаскивают из-под стола Президента. В последний момент Джоел останавливает солдат и задает Президенту вопрос (ради этого они и начали своё путешествие):

— Ваш комментарий (англ. quote...)?

— Пожалуйста, не дайте им убить меня... (англ. Please, don't let them kill me...)

— Сойдёт…
Джесси фиксирует на фотоплёнку последующее убийство президента. Фильм заканчивается фотографией улыбающихся солдат сил Запада, позирующих с трупом президента.

## В ролях
- Кирстен Данст — Ли Смит, известная военная фотожурналистка из Колорадо. Ее имя – отсылка к фотожурналистке времен Второй мировой войны Ли Миллер.
- Вагнер Моура — Джоэл, журналист из Флориды, коллега Ли Смит
- Стивен Маккинли Хендерсон — Сэмми, журналист из «The New York Times», наставник Ли и Джоэла
- Кейли Спейни — Джесси Кален, начинающая молодая фотожурналистка из Миссури
- Соноя Мидзуно — Аня,[13] британская журналистка, освещающая наступление Сил Запада на Капитолий.
- Ник Офферман — президент США[14]
- Карл Глусман — солдат-корректировщик
- Чин Ха[англ.] — снайпер
- Нельсон Ли — Тони, репортёр из Гонконга, приятель Ли и Джоэла
- Джесси Племонс — ополченец-ультранационалист

## Производство
В январе 2022 года стало известно, что сценаристом и режиссёром фильма для компании A24 станет Алекс Гарленд, а главные роли исполнят Кирстен Данст, Вагнер Моура, Стивен Маккинли Хендерсон и Кейли Спейни. В мае, в интервью The Daily Telegraph Гарленд заявил, что действие фильма «происходит в неопределённой точке будущего — достаточно далеко, чтобы я мог воплотить свою задумку — и служит научно-фантастической аллегорией нашего нынешнего полярного положения». В том же интервью стало известно, что в актёрский состав вошла Соноя Мидзуно. Для компании A24 «Гражданская война» — самая дорогая постановка на сегодняшний день после фильма «Все страхи Бо». Затраты на производство заявлены на уровне 75 миллионов долларов США.
Съёмки начались в Атланте 15 марта 2022 года, в мае прошли в Лондоне.
Мировая премьера фильма состоялась 14 марта 2024 года на фестивале South by Southwest. Кинотеатральный прокат фильма в США начался 12 апреля 2024 года, в России — 11 апреля.

## Отзывы и оценки
На сайте Rotten Tomatoes фильм имеет рейтинг 81 % основанный на 338 отзывах, со средней оценкой 7,6/10. На Metacritic средневзвешенная оценка составляет 75 из 100 на основе 63 рецензий.

## Награды и номинации
| Премия                         | Категория                    | Номинант      | Результат |
| ------------------------------ | ---------------------------- | ------------- | --------- |
| «Сатурн»                       | Лучший триллер               |               | Номинация |
| «Сатурн»                       | Лучший монтаж                | Джейк Робертс | Номинация |
| Премия Гильдии сценаристов США | Лучший оригинальный сценарий | Алекс Гарленд | Номинация |